# Aeroporto Juan Gualberto Gómez
L'Aeroporto Juan Gualberto Gómez (in spagnolo Aeropuerto Juan Gualberto Gómez) (IATA: VRA, ICAO: MUVR) è un aeroporto cubano sito nei pressi di Carbonera, piccolo centro circa 5 km a ovest di Varadero, popolare località turistica nella provincia di Matanzas.
La struttura, intitolata alla memoria del politico e patriota cubano Juan Gualberto Gómez, è posta all'altitudine di 64 m s.l.m., ed è dotata di un'unica pista con superficie in asfalto lunga 3502 m e larga 45 m (11 490 x 148 ft) con orientamento 06/24, equipaggiata con dispositivi di assistenza all'atterraggio tra i quali un impianto di illuminazione ad alta intensità (HIRL) e indicatore di angolo di approccio PAPI.
L'aeroporto è gestito da ECASA S.A. ed è aperto al traffico commerciale.